# Manicomi (album)
Manicomi è un album pubblicato dal gruppo De Sfroos nel 1995. Si tratta del loro primo disco registrato in studio, nonché l'ultimo in assoluto del gruppo prima del loro scioglimento avvenuto nel 1998.
Dopo lo scioglimento dei De Sfroos, il cantante Davide Van De Sfroos iniziò la carriera solista.

## Tracce
1. Anna
2. Manicomi
3. Zia Luisa
4. Lo sconcio
5. La curiera
6. Ave Maria
7. De Sfroos
8. El teemp
9. Spara Giuvànn
10. La Frontiera
11. Kamell
12. Poor' Italia
13. La furmiga
14. Nonu Aspis
15. El Diavul

## Formazione
- Davide Van De Sfroos - voce e chitarra
- Alessandro Frode - basso e cori
- Marcu de la Guasta - flauto, sax e cori
- Teo De Sfriis - tromba, armonica e cori
- Lorenzo MC Inagranda - violino, mandolino, banjo e cori
- Didi Murahia - batteria